# Хурритский язык

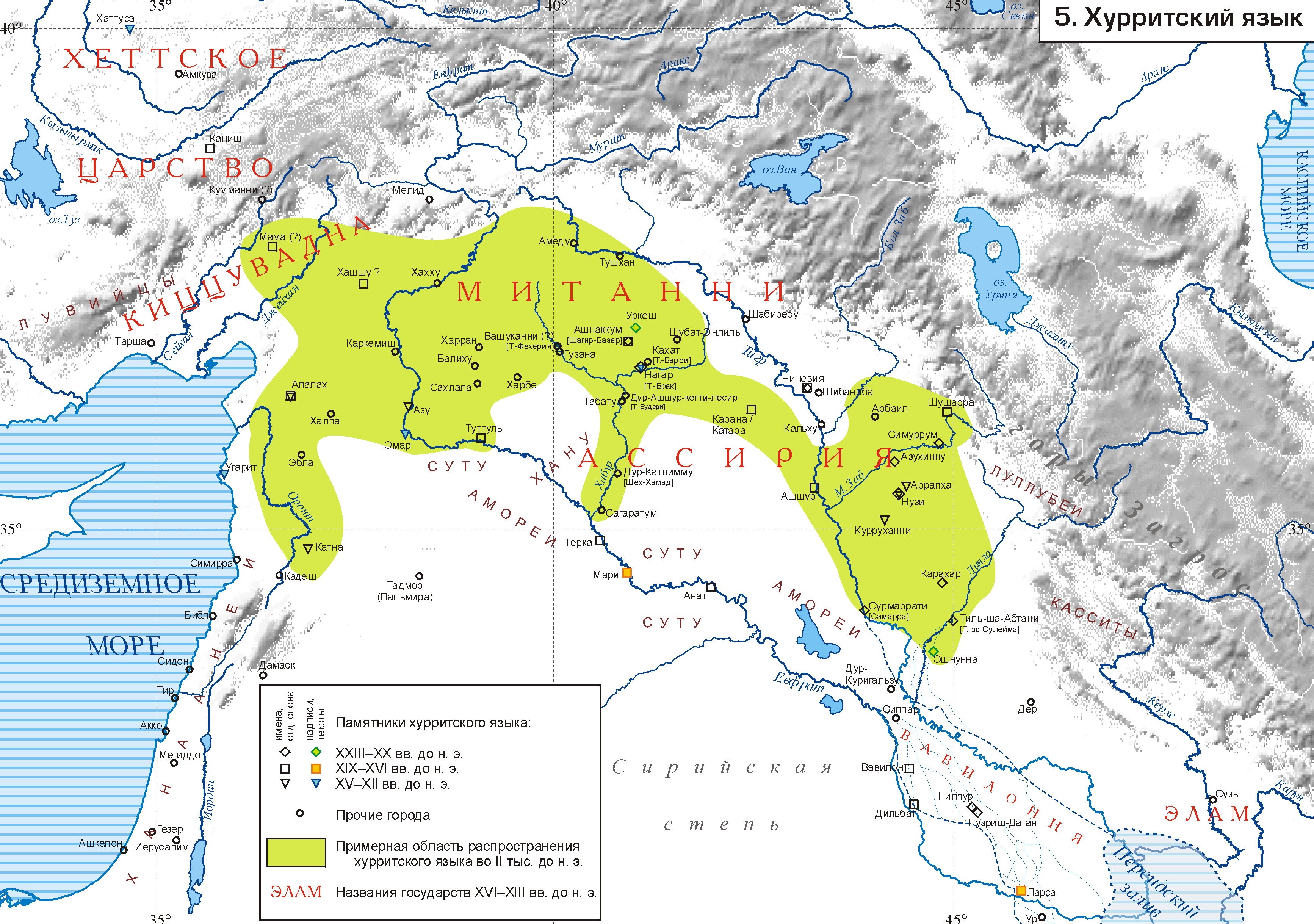
Распространение хурритского языка во II тыс. до н. э.

Хурри́тский язы́к — язык хурритов, был распространён во II—I тыс. до н. э. в северной Месопотамии, на юге Армянского нагорья и сопредельных областях. По строю — эргативный и агглютинативный язык.

## Генетические связи
Ближайшим родственником хурритского языка был урартский язык, с которым они образуют хуррито-урартскую семью.
По мнению С. А. Старостина, поддержанному И. М. Дьяконовым и некоторыми другими специалистами, хурритский язык находится в отдалённом родстве с современными северокавказскими (нахско-дагестанскими) языками. Данное положение оспаривала А. Камменхубер — крупнейший специалист по хурритскому языку.
Дьяконов и Старостин также утверждали, что грамматика хурритского языка имеет значительное сходство с грамматикой этрусского языка, а также указывали на некоторые общие слова в этих двух языках. Однако на данном этапе говорить об их родстве затруднительно ввиду малой изученности обоих языков. Прямые морфологические и (особенно) лексические совпадения между двумя языками весьма малочисленны и могут быть либо случайными, либо говорить об очень дальнем родстве.
В издании РАН «История Востока. Восток в древности» указывается, что язык хурритов (и близких им урартов) входил в число восточнокавказских, как и ряд современных нахско-дагестанских языков (чеченский, аварский, лакский, лезгинский, удинский и др.). Там же делается замечание, что степень его изученности пока еще недостаточна.
Как утверждал в 2011 году А. С. Касьян, обнаружение новых текстов на хурритском языке, а также развитие северокавказского сравнительно-исторического языкознания сделали эту гипотезу менее признанной. В 2014 году, однако, он же полагал возможным включение хуррито-урартских языков в гипотетическую синокавказскую макросемью, предложенную С. А. Старостиным в 1980-х годах, что делало бы хуррито-урартские языки дальними родственниками северокавказского, енисейского и сино-тибетских протоязыков.
Дьяконов полагал, что древнеармянский язык (грабар) содержал огромный пласт субстратной лексики, сохранённой местным населением Армянского нагорья при его переходе на индоевропейский протоармянский язык — по его мнению, хуррито-урартское происхождение могло иметь несколько сот неэтимологизированных слов древнеармянского языка. Эти слова, однако, не относятся к основному словарному фонду, и поэтому древнеармянский, по его убеждению, не может считаться родственным хуррито-урартским языкам. Дьяконов также отмечал, что фонетика древнеармянского языка в значительной мере была похожа на фонетика урартского языка.
Дискуссионными остаются связи хурритского языка с этеокипрским и касситским.
Франкфор и Транбле на основании аккадских текстовых и археологических свидетельств предложили отождествлять Древнюю Маргиану с царством Мархаши. Мархашийские личные имена указывают на восточный вариант хурритского или другой язык хуррито-урартской семьи.

## История языка
Древнейшие памятники хурритского языка — личные имена и топонимы конца 3-го тысячелетия до н. э. Первые тексты относятся к правлению царя Тишатала из Уркеша (начало 2-го тысячелетия до н. э.). Многочисленные эпосы, заклинания, пророчества и письма археологи обнаружили при раскопках городов Хаттуса, Мари, Туттуль, Вавилон, Угарит и др. Однако наиболее важным для понимания языка является длинное письмо (так называемое «письмо из Митанни»), обнаруженное в г. Амарна (Египет). Хурритский царь Тушратта написал его фараону Аменхотепу III.
В XIII в. до н. э. хетты с запада, а Ассирия с юга всё дальше продвигались вглубь Митанни, которое в конце концов было разделено между этими двумя царствами. Народы моря в XII в. до н. э. окончательно прекратили существование хурритского народа — с этого времени полностью исчезают надписи на хурритском языке, как и ряд других письменных языков — хеттский, угаритский и др. С этого времени хурритский засвидетельствован только в личных именах и топонимах, которые встречаются в аккадских или урартских текстах. Сколько времени хурритский продолжал существовать как разговорный язык, неизвестно.

## Письменность
Хурриты использовали для записи своих текстов аккадскую клинопись. Из-за большего территориального разброса (от столицы хеттов Хаттусы до южной Месопотамии) в разное время и в разных местах хурритские тексты записывались различными орфографическими системами: староаккадской, вавилонской, хуррито-хеттской, митаннийской.
В связи с использованием большого количества шумерских логограмм до сих пор неизвестно звучание многих хурритских слов, тексты интерпретируются с трудом.
Незначительное число текстов из Угарита записаны угаритской квазиалфавитной клинописью, которая состояла из 3 особых графем для выражения ’а, ’i , ’u и 27 знаков, обозначавших согласный + любой гласный или ноль гласного. Из них в хурритских текстах не использованы только 5 знаков для семитских фонем, не известных хурритскому (h, ḥ, ṭ, ẓ и s), и нерегулярно использовались q и ' (айн), что говорит об отсутствии данных фонем или их коррелятов в хурритском.
Подобно тому, как в Угарите для написания хурритских текстов применялось местное письмо, так и на Кипре, по-видимому, хурритские поселенцы могли использовать кипро-минойское письмо, если верно выдвинутое Э. Массон и В. М. Сергеевым предположение о том, что за написанными одной из разновидностей кипро-минойского слогового письма текстами из Энкоми (о. Кипр, XIII в. до н. э.) скрывается хурритский язык. С критикой гипотез о хурритском языке кипро-минойских надписей выступил А. А. Молчанов.

## Диалекты
Насчитывается не менее 6 диалектов.
Язык «письма Митанни» довольно заметно отличается от языка текстов из Хаттусы. Если в письме из Митанни проводится чёткое различие между i и e, между u и o, в языке Хаттусы эти звуки обозначаются только как i и u соответственно. Кроме того, имеются и морфологические различия. Несмотря на это, считается, что речь идёт о диалектах одного и того же языка.
Засвидетельствован также смешанный хурритско-аккадский язык в надписях из Нузи, столицы Аррапы, провинции царства Митанни.

## Фонетика и фонология

### Согласные
|                           | Билабиальные | Билабиальные | Лабиодентальные | Лабиодентальные | Альвеолярные | Альвеолярные | Палатальные | Палатальные | Велярные | Велярные |
| ------------------------- | ------------ | ------------ | --------------- | --------------- | ------------ | ------------ | ----------- | ----------- | -------- | -------- |
| Глухие                    | Звонкие      | Глухие       | Звонкие         | Глухие          | Звонкие      | Глухие       | Звонкие     | Глухие      | Звонкие  |          |
| Взрывные                  | p            |              |                 |                 | t            |              |             |             | k        |          |
| Аффрикаты                 |              |              |                 |                 | ts           |              |             |             |          |          |
| Фрикативные               |              |              | f               |                 | s            |              |             |             | x        |          |
| Назальные                 |              | m            |                 |                 |              | n            |             |             |          |          |
| Вибранты                  |              |              |                 |                 |              | r            |             |             |          |          |
| Боковые аппроксиманты     |              |              |                 |                 |              | l            |             |             |          |          |
| Центральные аппроксиманты |              | w            |                 |                 |              |              |             | j           |          |          |

Как видно из таблицы, в хурритском языке не проводилось различие между звонкими и глухими согласными. У звонких согласных нет глухих пар, и наоборот. И тем не менее, из клинописных надписей видно, что у глухих согласных (кроме /ts/) существовали звонкие парные формы, которые возникали в определённых звукосочетаниях, например, между двумя гласными. В таких сочетания писался звонкий согласный, а именно b (вместо p), d (вместо t), g (вместо k), v (вместо f) и ž (вместо š), изредка также ĥ (вместо h/ĥ). Все согласные, за исключением /w/ и /j/, могли быть долгими или краткими. Долгие согласные (геминаты) встречаются только между двумя гласными. Как в клинописном письме, так и в латинской транскрипции длина согласных передаётся его двойным написанием: в слоговом письме это выглядит как …VC-CV… (V — гласный, C — согласный). Краткие согласные писались …V-CV…, например, mānnatta («я (есмь)») писалось ma-a-an-na-at-ta.
Поскольку в шумерском клинописном письме отсутствовала передача звука /f/, вместо него хурриты использовали слоговые знаки со звуками /p/, /b/ или /w/. Наличие /f/ можно распознать в случаях, когда в написании того или иного слова варьируются данные согласные. Если же слово засвидетельствовано только формами, содержащими звук p, то невозможно судить однозначно, идёт ли речь о соответствующем звуке или об /f/. В конце слога после гласного a согласный /f/ превращался в [u], например, в слове tānōšau (<*tān-ōš-af) «я сделал (это)». /s/ традиционно передаётся через š, поскольку в клинописном письме эти звуки не различались. Звук /ts/, как правило, передаётся через z, /x/ через ĥ или h. В начале слова никогда не встречаются звуки /l/ и /r/.

### Гласные
|                    | Передние   | Передние     | Средние    | Средние      | Задние     | Задние |
| Неогубленные       | Огубленные | Неогубленные | Огубленные | Неогубленные | Огубленные |        |
| Верхние (закрытые) | i          |              |            |              |            | u      |
| Средние            | e          |              |            |              |            | o      |
| Нижние (открытые)  |            |              | a          |              |            |        |

Как и согласные, все гласные в хурритском языке могли быть краткими или долгими. При передаче клинописным письмом между двумя слоговыми знаками CV-VC (C — согласный, V — гласный) дополнительно вставлялся знак гласного. Таким образом, краткие гласные передавались так: CV-VC, а долгие так: CV-V-VC. В транскрипции долгие гласные обозначаются надстрочным знаком «макрон»: ā, ē, ī, ō и ū. Для /o/, отсутствовавшего в шумерской клинописи, использовался знак U, тогда как для собственно /u/ использовался знак «двойного u», Ú.

### Тонирование, интонация
Поскольку о хурритском произношении свидетельства современников не найдены, невозможно достоверно судить ни об ударении, ни о просодии, ни о том, имелись ли в языке тона. Записанные тексты также не позволяют выдвинуть никаких гипотез по этому поводу. Так называемые «знаки акцентов» (´ или `), используемые в транслитерации, на деле обозначают лишь различные клинописные знаки с одинаковым звучанием.

## Грамматика

### Словообразование
В отличие от таких языков, как русский или (особенно) немецкий, в хурритском слова не образовывались путём соединения двух и более корней (как, например, «вертолёт», «долгоиграющий» и т. п.). Вместо этого, в хурритском использовались многочисленные суффиксы, при помощи которых из корней образовывались новые слова. Примеры: attardi (предки) от attai (отец), Putki (сын) от Put (свидетельствовать), aštoĥĥe (женский) от ašti (жена), šenippuzzi (по мнению моего брата) от šenippu (мой брат). Большое количество суффиксов существовало и для глаголов, например, для маркировки их переходности-непереходности.

### Морфология

#### Падеж и число
Все хурритские существительные оканчивались на гласный. Из них лишь немногие оканчивались на /a/ или /e/. Все прочие существительные оканчивались на /i/. Этот гласный исчезал при наличии определённых окончаний — в частности, падежных окончаний, которые начинались на гласный, а также артикля. Примеры: kāz-ōš («как бокал»), ср. kāzi («бокал»), awar-ra («поля»), ср. awari («поле»).
Падежная система хурритского чрезвычайно богата — 13 падежей. Один из них, экватив, имел различные формы в обоих основных диалектах. Окончание -ōš, использовавшееся в надписях гг. Хаттуса и Мари, обозначается как экватив I, а форма -nna, использовавшаяся в «письме Митанни», обозначается как экватив II. Так называемый «e-падеж» встречается очень редко, чаще всего в значении генитива или аллатива.
Как и многие другие языки региона, хурритский был эргативным языком. Это значит, что падеж подлежащего при непереходном глаголе совпадал с падежом дополнения при переходном глаголе. Этот падеж обозначается как абсолютив. Для подлежащего при переходном глаголе использовался иной падеж, эргатив. В языке различались два грамматических числа (ед. и мн.). В нижеследующей таблице приводится обзор падежных показателей.
| Падеж                                           | Единственное число | Множественное число                                        |
| ----------------------------------------------- | ------------------ | ---------------------------------------------------------- |
| Абсолютив                                       | -Ø                 | -Ø, -lla                                                   |
| Эргатив                                         | -š                 | -(a)šuš                                                    |
| Генитив                                         | -Pe, -we           | -(a)še                                                     |
| Датив                                           | -Pa, -wa           | -(a)ša                                                     |
| Локатив (в, при, у …)                           | -a                 | -(a)ša, -a                                                 |
| Аллатив (куда …)                                | -ta                | -(a)šta                                                    |
| Аблатив (откуда)                                | -tan               | -(a)štan                                                   |
| Творительный (при помощи …)                     | -ae                | не засвидетельствован                                      |
| Аблатив-творительный (при помощи, посредством…) | -n(i), -ne         | -(a)šani, -(a)šane                                         |
| Комитатив (вместе с …)                          | -ra                | -(a)šura                                                   |
| Ассоциатив (как, в качестве …)                  | -nn(i)             | не засвидетельствован (нередко предполагается -(a)šunn(i)) |
| Экватив I (как, подобно …)                      | -ōš                | не засвидетельствован                                      |
| Экватив II                                      | -nna               | -(a)šunna                                                  |
| «e-падеж»                                       | -ē                 | не засвидетельствован                                      |

В некоторых звукосочетаниях данные падежные окончания претерпевают изменения. Сочетание f в генитиве и дативе с предшествующим p или t превращается в pp или tt соответственно, например Tēššup-pe (г. Тешшуп), ĥepat-te (Хепат). Показатели ассоциатива и творительного могут комбинироваться: šēna-nn-ae («брат»+ассоциатив+творительный) означает «по-братски», «с братскими намерениями».

#### Артикль
| Падеж             | Ед.ч. | Мн.ч. |
| ----------------- | ----- | ----- |
| Абсолютив         | -Ø    | -na   |
| все прочие падежи | -ne   | -na   |

Определённый артикль присоединялся непосредственно к существительному, перед окончанием падежа и числа, например tiwē-na-še («слово/вещь»-артикль мн.ч.-генитив мн.ч.) («слов/вещей»). Поскольку артикль в единственном числе абсолютива не имел окончания, в этой форме существительное могло иметь как определённое, так и неопределённое значение, например, kāzi — «(некий) кубок» или «(конкретный) кубок». Показатель /n/ артикля сливается с предшествующим /n/, /l/ или /r/ в /nn/, /ll/ или /rr/, например ēn-na (боги), ōl-la (другие), awar-ra (поля). Как уже говорилось, при этом выпадал конечный гласный корня: ср. ēni (бог), ōli (другой), awari (поле). Если после /l, r, n/ в корне стоит другой согласный, между двумя данными звуками вставлялся ещё один гласный, например ĥafurun-ne-ta (небо-артикль ед.ч.-аллатив) (к небу), ср. без окончания: ĥafurni (небо).

#### Присоединение суффиксов
Весьма характерная черта хурритского языка, как и родственного урартского и соседних картвельских языков — так называемое присоединение суффиксов. Это означает, что зависимые от существительных слова присоединяют падежные суффиксы. Соединительной частицей между зависимым существительным и падежным окончанием при этом является артикль, который согласуется в грамматическом числе с относительным словом. Вот пример:
| (1) | ĥurwoĥĥeneš ōmīnneš                                              | ĥurwoĥĥeneš ōmīnneš | ĥurwoĥĥeneš ōmīnneš                  |
|     | ĥurw-oĥĥe-ne-š                                                   |                     | ōmīn-ne-š                            |
|     | «Хурриты»-показатель прилагательного-артикль ед.ч.-эргатив ед.ч. |                     | «страна»-артикль ед.ч.-эргатив ед.ч. |
|     | «хурритская страна»                                              |                     |                                      |

Для атрибутов также происходит присоединение суффиксов. При этом существительное, от которого зависит генитив, употребляется обычно вместе с притяжательным местоимением, которое согласуется по лицу и числу с генитивом. Генитив предшествует определяемому.
| (2) | šēnippufenefe ōmīnīpe                                  | šēnippufenefe ōmīnīpe | šēnippufenefe ōmīnīpe        |
|     | šēn-ippu-pe-ne-pe                                      |                       | ōmīni-i-pe                   |
|     | «брат»-«мой»-генитив ед.ч.-артикль ед.ч.-генитив ед.ч. |                       | «страна»-«его»-генитив ед.ч. |
|     | «страны́ моего брата» (букв.: моего брата его земля)    |                       |                              |

Если подчиняющее существительное находится в локативе, творительном или эквативе I, присоединения суффиксов не происходит. В ед.ч. абсолютива присоединение суффиксов не засвидетельствовано, поскольку как данный падеж, так и артикль в данном случае не имеют окончаний. Если друг на друга нанизывается более чем два генитива, тогда присоединение суффиксов происходит только к самому последнему генитиву, как показывает следующий пример:
| (3) | ōmīni Mizrinepenee eprīpe aštīnna    | ōmīni Mizrinepenee eprīpe aštīnna | ōmīni Mizrinepenee eprīpe aštīnna                      | ōmīni Mizrinepenee eprīpe aštīnna | ōmīni Mizrinepenee eprīpe aštīnna | ōmīni Mizrinepenee eprīpe aštīnna | ōmīni Mizrinepenee eprīpe aštīnna |
|     | ōmīni                                |                                   | Mizri-ne-pe-ne-pe                                      |                                   | epri-i-pe                         |                                   | ašti-i=nna                        |
|     | страна                               |                                   | Египет-арт.ед.ч.-генитив ед.ч.-арт.ед.ч.-генитив.ед.ч. |                                   | Господин-его/её-генитив ед.ч.     |                                   | жена-быть/её=он/она/оно           |
|     | «Она — жена правителя страны Египет» |                                   |                                                        |                                   |                                   |                                   |                                   |

#### Морфология глагола
Морфология хурритского глагола — довольно сложная, однако в качестве показателей используются исключительно суффиксы (в транслитерации отделяются знаком «-») и клитики (в транслитерации отделяются знаком «=»). Клитики присоединялись в качестве суффиксов. Глаголы морфологически чётко различаются на переходные и непереходные. Только переходные глаголы согласовались по лицу и числу с подлежащим. Прямое дополнение и непереходное подлежащее, при отсутствии в предложении существительного, обозначались клитическими личными местоимениями. Непосредственно к глагольной основе можно было присоединить множество суффиксов.

##### Формы изъявительного наклонения
Настоящее время не имело своего окончания. Суффикс -ōš обозначал претерит, а суффикс -ēt — будущее. После суффиксов претерита и будущего времени у непереходных, но не у антипассивных глагольных форм стоит суффикс -t, обозначающий непереходность. В настоящем времени данный суффикс не используется. Ещё один суффикс -t мог использоваться со всеми временными формами в переходных предложениях. Он показывал, что подлежащее стоит в 3-м л. множественного числа. В формах изъявительного наклонения он являлся обязательным, а во всех прочих формах факультативным. Из-за омонимичности данных суффиксов возникали неоднозначные формы. Например, unētta могло означать, с одной стороны, «они принесут», но также «он/она/оно прийдут».
После этих окончаний следует гласный, обозначающий переходность. Он звучит -a, если глагол является непереходным, или -i, если глагол является антипассивом, или -o (или -i в митанийском письме) для переходных глаголов. Суффикс -o (или -i) отсутствует непосредственно после словоизменительных суффиксов. В переходных глагольных формах -o (или -i) имеется только в настоящем времени, а в прочих временных формах переходность выражается наличием или отсутствием суффикса -t (см. выше).
Следующую позицию занимал суффикс отрицания. В переходных предложениях для этого использовался суффикс -wa. Непереходные и антипассивные предложения отрицались при помощи суффикса -kkV, где V обозначает гласный. Если это /a/, то оба гласных меняются на o. Если непосредственно за непереходным отрицательным суффиксом следует клитическое личное местоимение (кроме =nna), то гласный суффикса звучит /a/, независимо от гласного предшествующего слога, напр. mann-o-kka=til=ān (быть-неперех.(!)-отриц.=1-е л.мн.ч. абсолютив=и) «и мы не являемся…». В следующей таблице представлен обзор маркеров времени, переходности и отрицания:
| Переходность                   |               | Наст. вр.                      | Прош. вр.                          | Буд. вр.                           |
| ------------------------------ | ------------- | ------------------------------ | ---------------------------------- | ---------------------------------- |
| неперех. глагол                | не отрицается | -a                             | -ōšta                              | -ētta                              |
| неперех. глагол                | отрицается    | -okko                          | -ōštokko                           | -ēttokko                           |
| антипасивный глагол            | не отрицается | -i                             | -ōši                               | -ēti                               |
| антипасивный глагол            | отрицается    | -ikki                          | -ōšikki                            | -ētikki                            |
| переходный глагол без суффикса | не отрицается | Мари/Хаттуса -o Митанни -i     | Мари/Хаттуса -ōšo Митанни -ōši     | Мари/Хаттуса -ēto Митанни -ēti     |
| переходный глагол без суффикса | отрицается    | Мари/Хаттуса -owa Митанни -iwa | Мари/Хаттуса -ōšowa Митанни -ōšiwa | Мари/Хаттуса -ētowa Митанни -ētiwa |
| переходный глагол с суффиксом  | не отрицается | -Ø                             | Мари/Хаттуса -ōšo Митанни -ōši     | Мари/Хаттуса -ēto Митанни -ēti     |
| переходный глагол с суффиксом  | отрицается    | -wa                            | Мари/Хаттуса -ōšowa Митанни -ōšiwa | Мари/Хаттуса -ētowa Митанни -ētiwa |

После этого в переходных глагольных формах идёт маркировка подлежащего. Имеются следующие формы:
|                                                | 1 лицо ед.   | 1 лицо мн. | 2 лицо ед. | 2 лицо мн.       | 3 лицо ед./мн. |
| ---------------------------------------------- | ------------ | ---------- | ---------- | ---------------- | -------------- |
| с суффиксом -i «переходность» (только Митанни) | -af, -au     | -auša      | -i-o       | -*aššo, -*aššu   | -i-a           |
| с суффиксом -wa «отрицание»                    | -uppu        | -uppuš(a)  | -wa-o      | -uššu            | -wa-a          |
| с другой морфемой (без фузии)                  | -…-ap, -…-au | -…-auša    | -…-o       | -…-aššo, -…-aššu | -…-a           |

Суффиксы первого лица единственного и множественного числа, а также второго лица мн.ч. сливаются с предшествующими суффиксами переходности и отрицания (-i (только в Митанни) или -wa). Однако для суффикса -o, используемого в надписях Мари и Хаттусы и передающий переходность, фузия не происходит. Различие между единственным и множественным числом в 3-м лице происходит при помощи уже описанного суффикса мн.ч. -t, который ставится сразу после суффикса временной формы. В 3-м лице наряду с отрицательныпм суффиксом -wa, который ставится после маркера субъекта, может употребляться также суффикс -ma после данного маркера, чтобы выразить отрицание, например, irnōḫoš-i-ā-ma (уладить-переходность-3 лицо-отрицание) «он (это) не улаживает».
В старохурритском языке в области Хаттусы окончание третьего лица ед.ч. звучало -m, во мн.ч. -ito. В непереходных и антипассивных глаголах в этом времени имелась также маркировка субъекта. Для третьего лица это -p, прочие лица не засвидетельствованы. Неизвестно, использовался ли данный суффикс также для переходного объекта. Если глагольная форма номинализируется, например, для образования придаточного предложения, то к данной форме присоединяется дополнительный суффикс -šše. Номинализированные глагольные формы могут присоединять суффиксы. Кроме того, за глагольной формой могут следовать также энклитические союзные частицы, см. раздел «частицы».

##### Модальные формы глагола
Для выражения модальности (возможность, желание и т. д.) использовались особые глагольные формы, которые чётко отличались от немодальных (индикативных, сказуемых) форм. Пожелания и приказания образовывались при помощи оптативной флексии — показателя -i, который следовал непосредственно за корнем глагола. Разницы между переходными и непереходными глаголами не было, однако существовало согласование с подлежащим предложения. Во временных формах не было различия между пожеланиями и приказаниями. Засвидетельствованы следующие окончания:
| Лицо/Число     | Отрицание     | Окончание                      | Перевод                        |
| -------------- | ------------- | ------------------------------ | ------------------------------ |
| 1-е лицо ед.ч. | без отрицания | -ile, после /l, r/ -le или -re | «я хочу …»                     |
| 1-е лицо ед.ч. | с отрицанием  | -ipalli                        | «я не хочу …»                  |
| 1-е лицо мн.ч. |               | не засвидетельствовано         | не засвидетельствовано         |
| 2-е лицо ед.ч. | без отрицания | -i, -e                         | «ты должен…» (императив)       |
| 2-е лицо ед.ч. | с отрицанием  | -ipa, -epa                     | «ты не должен …»               |
| 2-е лицо мн.ч. | без отрицания | -i(š), -e(š)                   | «вы должны …»                  |
| 2-е лицо мн.ч. | с отрицанием  | -ipa(š), -epa(š)               | «вы не должны …»               |
| 3-е лицо ед.ч. | без отрицания | -ien1                          | «он/она/оно хотел/а/о бы …»    |
| 3-е лицо ед.ч. | с отрицанием  | -ipaen1                        | «он/она/оно не хотел/а/о бы …» |
| 3-е лицо мн.ч. | без отрицания | -iten1                         | «они хотели бы …»              |
| 3-е лицо мн.ч. | с отрицанием  | -itpaen1                       | «они не хотели бы…»            |

1 В формах желания 3-го лица в диалекте Мари/Хаттусы отсутствует /n/ в окончании, если следующее слово начинается на согласный.
Так называемая финальная форма, которая используется для образования придаточных предложений с «чтобы…», имеет различные окончания. В ед.ч. используются суффиксы -ae, -ai, -ilae и -ilai, при этом оба последних после /l, r/ превращаются в -lae, -lai или -rae, -rai. Во множественном числе используются те же окончания, к которым добавляется суффикс мн.ч. -ša, однако не во всех случаях.
Для выражения возможности использовались так называемые потенциальные формы. К непереходным глаголам присоединялся суффикс -ilepa или -olepa (после /l, r/ -lepa или -repa), согласования с субъектом не было. Переходные потенциальные формы образовывались при помощи суффикса -illet или -ollet, за которым следовало обычное согласовательное окончание индикативных переходных глагольных форм. Данная форма засвидетельствована только в Митанни и только в 3 лице ед.ч. Формы потенциалиса также использовались для выражения желательности.
Формы дезидератива используются, чтобы выразить крайнюю степень желания. В известных памятниках они представлены только в 3 лице и только в переходных предложениях. Окончание 3 л.ед.ч. -ilanni, а для 3 л.мн.ч. -itanni. На какие составные части разлагаются данные суффиксы, пока непонятно. Другие модальные формы для 3-го лица известны также из Хаттусы, однако их значение пока неясно.

##### Примеры личных форм глагола
В нижеследующей таблице приведены некоторые примеры глаголов, разложенных на морфемы, в основном из митаннийского письма:
| Пример | Форма                     | Грамм. анализ                                                            | Перевод                                 |
| ------ | ------------------------- | ------------------------------------------------------------------------ | --------------------------------------- |
| (4)    | koz-ōš-o                  | удерживать-претерит-2-е л. ед.ч.                                         | «ты удерживаешь»                        |
| (5)    | pal-i-a-mā-šše=mān        | знать-переход.-3-е лицо ед.ч.-отрицание-номинализация=однако             | «…, чего он, однако, не знает»          |
| (6)    | pašš-ēt-i=t=ān šeniffuta  | посылать-будущ.время-антипассив=1-е лицо ед.ч.абсолютив="и моему брату"  | «и я пошлю моему брату»                 |
| (7)    | tiwēna tān-ōš-au-šše-na-Ø | «вещи делать»-претерит-1-е л.ед.ч.-номинализация-артикль.мн.ч.-абсолютив | «вещи (дела), которые я сделал»         |
| (8)    | ūr-i-uffu=nna=ān          | желать-переходность-отрицание+1-е л.ед.ч.=3-е л.ед.ч.абсолютив=и         | «и я этого не желаю»                    |
| (9)    | itt-ōš-t-a                | идти-претерит-непереходность-непереходность                              | «я шёл, ты шёл, …»                      |
| (10)   | kul-le                    | сказать-оптатив.1-е л.ед.ч.                                              | «я хочу сказать»                        |
| (11)   | pašš-ien                  | послать-оптатив.3-е л.ед.ч.                                              | «он/она послала бы (желала бы послать)» |
| (12)   | pal-lae=n                 | знать-финаль=3-е л. ед.ч.абсолютив                                       | «чтобы он это знал»                     |
| (13)   | kepānol-lefa=tta=ān       | послать-потенциал=1-е л.ед.ч.абсолютив=и                                 | «и я могу/хотел бы послать»             |

##### Неличные формы глагола
В хурритском языке имелись причастные формы и инфинитив. Субстантивированное причастие I (причастие настоящего времени) образовывалось окончаниями -iri или -ire, например, pairi «строящий», ḫapiri «движущийся», «кочевник». Субстантивированное причастие II (причастие совершенного вида) на -aure засвидетельствовано единственным примером из Нузи: hušaure «связанный». Особая причастная форма известна только из Хаттусы. Она могла образовываться только из переходных глаголов и содержит агенс первого лица, её окончание — -ilia. Данное причастие могло присоединять суффиксы:
| (14) | pailianeš šuḫnineš                                                 | pailianeš šuḫnineš | pailianeš šuḫnineš                |
|      | pa-ilia-ne-š                                                       |                    | šuḫni-ne-š                        |
|      | строить-я-причастие-артикль ед.ч.-эргатив ед.ч.                    |                    | стена-артикль ед.ч.-эргатив ед.ч. |
|      | «мной построенная стена» (здесь — субъект переходного предложения) |                    |                                   |

Инфинитив, который также мог употребляться в качестве существительного, образовывался при помощи суффикса -umme, например faḫrumme «быть хорошим».

### Местоимения

#### Притяжательные местоимения
В хурритском языке притяжательные местоимения выступали не как самостоятельные слова, а как присоединяемые к существительному флексии — показатели собственника:
| Позиция                     | 1-е л., ед.ч (мой) | 2-е л., ед.ч (твой) | 3-е л., ед.ч (его/её) | 1-е л., мн.ч (наш) | 2-е л., мн.ч (ваш) | 3-е л., мн.ч (их) |
| --------------------------- | ------------------ | ------------------- | --------------------- | ------------------ | ------------------ | ----------------- |
| в конце слова               | -ippe              | -p                  | -i                    | -ippaš             | -šše               | -yaš              |
| перед согласным (кроме p/w) | -ipppu             | -fu                 | -i                    | -ippaš             | -šu                | -yaš              |
| перед f/w или гласным       | -ipp               | -f                  | -i                    | -ippaš             | не засвид.         | -yaš              |

Конечный гласный корня существительного отпадает, если притяжательное местоимение начинается на гласный, напр. šenippe (мой брат, от šena «брат»). Гласный сохраняется, если следует местоимение, начинающееся на согласный: attaip (твой отец, от attai «отец»).

#### Прочие местоимения
В хурритском имелось несколько указательных местоимений: anni (этот), anti/ani (тот), akki…aki (один…другой). Конечный гласный /i/ данных местоимений засвидетельствован только в абсолютиве, а в прочих падежах превращался в /u/, например akkuš (один) (эргатив), antufa (тому).
В качестве относительного местоимения засвидетельствованы свободно взаимозаменяемые формы iya или iye. В придаточных предложениях оно всегда имеет функцию абсолютива, а также является объектом в переходных фразах или субъектом в непереходных фразах.
Вопросительное местоимение (кто/что) засвидетельствованы только в эргативном падеже ед.ч. (afeš) и один раз в абсолютиве ед.ч. (au).

### Адпозиции
В хурритском языке существовали многочисленные устоявшиеся выражения для передачи различных локальных и абстрактных отношений. Они образовывались чаще всего при помощи датива или генитива. Они были почти исключительно постпозитивными. Известно лишь одно препозитивное выражение (āpi (перед) с дативом), которое засвидетельствовано в текстах из Хаттусы. Все адпозиции могли присоединяться к существительному в основном в аллативе, реже в дативе или в е-падеже. По данной причине присоединение суффиксов происходит с падежом постпозиции, если существительное (N), с которым используется адпозиция, стоит в генитиве.
Некоторые примеры: N-fa āyita или N-fenē āyē (в присутствии; от āyi «лицо»), N-fa etīta или N-fa etīfa (для, из-за; от eti «тело, лицо»), N-fenē etiyē (по отношению к), N-fa furīta (перед глазами (кого-либо); от furi «взгляд, зрение»), а также в Хаттусе: N-fa āpita (перед, до; от āpi «передняя часть»). Наряду с этим используется ištani «промежуток» с притяжательным местоимением множественного числа и локативом для выражения оборота «между нами/вами/ними», например, ištaniffaša (между нами).

### Союзы и наречия
Засвидетельствованы лишь немногие вводные частицы. В противоположность существительным, которые заканчиваются на /i/, конечное /i/ не изменяется в союзах ai (когда) и anammi (так, таким образом) при клитических личных местоимениях. Другие союзы: alaše (ли), inna (когда), inu (как) и panu (хотя). В хурритском языке было всего несколько наречий: наречия времени ḫenni (сейчас), kuru (снова) и unto (теперь), а также atī (итак, так) и tiššan (очень).

### Клитики
Клитики (союзные частицы, писавшиеся слитно с соседними словами) могли прибавляться к любому слову в предложении, но чаще всего к первой фразе или к глаголу. Нередко встречаются =ān (и), =mān (но), =mmaman (а именно (?)) и =nīn (воистину).
| (15) | atīnīn mānnattamān                    | atīnīn mānnattamān | atīnīn mānnattamān                |
|      | atī=nīn                               |                    | mānn-a=tta=mān                    |
|      | так=воистину                          |                    | быть-неперех.=1.ед.ч.абсолютив=но |
|      | «Итак, всё же, я действительно такой» |                    |                                   |

### Числительные
Наряду с неопределённым числительным šūi (каждый) засвидетельствованы также количественные числительные от 1 до 10 и несколько с более высоким значением. Порядковые числительные образовывались при помощи суффикса -(š)še или -ši, который после /n/ превращался в -ze или -zi. В нижеследующей таблице приведен обзор засвидетельствованных количественых и порядковых числительных:
|               | 1           | 2     | 3     | 4        | 5       | 6        | 7        | 8          | 9        | 10     | 13 или 30? | 17 или 70? | 18 или 80? | 10000    | 30000     |
| ------------- | ----------- | ----- | ----- | -------- | ------- | -------- | -------- | ---------- | -------- | ------ | ---------- | ---------- | ---------- | -------- | --------- |
| Колич. числ.  | šukko, šuki | šini  | kike  | tumni    | nariya  | šeše     | šinti    | kiri, kira | tamri    | ēmani  | kikmani    | šintimani  | kirmani    | nupi     | kike nupi |
| Порядк. числ. | не засв.    | šinzi | kiški | tumnušše | narišše | не засв. | šintišše | не засв.   | не засв. | ēmanze | не засв.   | не засв.   | kirmanze   | не засв. | не засв.  |

Распределительные числительные имели суффикс -ate, например kikate (по три), tumnate (по четыре). Суффикс -āmḫa обозначает числительные-множители, например šināmḫa (дважды, вдвое), ēmanāmḫa (вдесятеро, десятикратно). Все количественные числительные оканчиваются на гласный, который отпадает перед некоторыми окончаниями.

### Синтаксис
Обычный порядок слов — SOV. Кроме того, в номинальной фразе имя находится, как правило, в конце предложения. Прилагательные, числительные и генитивные атрибуты предшествуют существительному, которое они определяют. В придаточных предложениях существительное, определяющее придаточное предложение, находится внутри этого придаточного предложения. В хурритском языке были и другие варианты образования придаточных предложений. Для этого используется либо относительное местоимение iya или iye, уже рассмотренное в разделе «Местоимение», или глагольный суффикс номинализации -šše, к которому могут присоединяться другие суффиксы, как описано выше. Третья возможность заключается в одновременном использовании двух описанных маркеров (см. пример (16)). В любом случае существительное, определяющее придаточное предложение, может играть в придаточном предложении только роль абсолютива, то есть может быть только прямым объектом (дополнением) или субъектом (подлежащим) непереходного предложения.
| (16) | iyallānīn šēnippuš tiwēna tānōšāššena    | iyallānīn šēnippuš tiwēna tānōšāššena | iyallānīn šēnippuš tiwēna tānōšāššena | iyallānīn šēnippuš tiwēna tānōšāššena | iyallānīn šēnippuš tiwēna tānōšāššena | iyallānīn šēnippuš tiwēna tānōšāššena | iyallānīn šēnippuš tiwēna tānōšāššena                                    |
|      | iya=llā=nīn                              |                                       | šēn-ippu-š                            |                                       | tiwē-na-Ø                             |                                       | tān-ōš-ā-šše-na-Ø                                                        |
|      | относ.местоим.=3.мн.ч.абсолютив=воистину |                                       | брат-мой-эргатив-ед.ч.                |                                       | вещь-артикль.мн.ч.-абсолютив          |                                       | посылать-претерит-3.л.ед.ч.субъект-номинализатор-артикль мн.ч.-абсолютив |
|      | «то, что пошлёт мой брат»                |                                       |                                       |                                       |                                       |                                       |                                                                          |

Как уже описывалось в разделе о падежах, переходные хурритские глаголы требуют участника действия в эргативе (подлежащее) и абсолютиве (дополнение). Косвенное дополнение двухвалентных переходных глаголов, находится в дативе, локативе, аллативе или для некоторых глаголов даже в абсолютиве:
| (17) | olappa katulle                               | olappa katulle | olappa katulle           |
|      | ola-Ø=ppa                                    |                | katul-le                 |
|      | другое-абсолютив=2.мн.ч.абсолютив            |                | говорить-оптатив.1.ед.ч. |
|      | «Я хочу вам абс. что-то другоеабс. сказать». |                |                          |

## Лексика
Известная нам лексика хурритов очень однородна, то есть содержит лишь немногие заимствования (напр. tuppi (глиняная табличка), Mizri (Египет) — оба из аккадского языка). Относительное местоимение iya или iye, возможно, заимствовано из митаннийского арийского языка, ср. санскрит. ya. В свою очередь, из хурритского языка немало слов перешло в соседние диалекты аккадского языка, как, например, ḫāpiru (кочевники) из хурр. ḫāpiri (кочевник). Является вероятным, что современные языки Кавказа также содержат заимствования из хурритского. Хурритскими заимствованиями в протоармянском языке являются такие слова, как арм. ałiws «кирпич» (из хур. alipši), maxr «сосна» (из хур. maḫri), xnjor «яблоко» (из хур. ḫinzuri).
Так называемое «чёрное наречие» Толкина имеет ряд черт хурритского языка в лексике и морфологии.

## Письменность и её дешифровка
Большинство хурритских текстов записано вариантом аккадской клинописи, а тексты, обнаруженные в Угарите — угаритским клинописным алфавитом. Лишь один из до сих пор найденных текстов записан лувийскими иероглифами. Благодаря многочисленным хурритско-хеттским билингвам, обнаруженным близ Хаттусы, хурритский язык в значительной степени понятен. «Письмо из Митанни» дешифровал в 1932 г. Йоганнес Фридрих в своей книге «Памятники малоазиатской письменности» (Kleinasiatische Sprachdenkmäler). Первую грамматику хурритского языка составил Эфраим Авигдор Шпайзер в 1941 г.
|    | -a | -a | -e          | -e  | -i   | -i | -o | -o | -u | -u |      | a- | a-   | e- | e-   | i- | i-   | o- | o-   | u- | u- |  |
| -- | -- | -- | ----------- | --- | ---- | -- | -- | -- | -- | -- | ---- | -- | ---- | -- | ---- | -- | ---- | -- | ---- | -- | -- |  |
| –  | A  | 𒀀  | E           | 𒂊   | I    | 𒄿  | U  | 𒌋  | U₂ | 𒌑  | A    | 𒀀  | E    | 𒂊  | I    | 𒄿  | U    | 𒌋  | U₂   | 𒌑  | –  |  |
| p- | PA | 𒉺  | BE          | 𒁁   | BI   | 𒁉  | BU | 𒁍  | BU | 𒁍  | AB   | 𒀊  | IB   | 𒅁  | IB   | 𒅁  | UB   | 𒌒  | UB   | 𒌒  | -p |  |
| t- | TA | 𒋫  | TE          | 𒋼   | TI   | 𒋾  | DU | 𒁺  | DU | 𒁺  | AD   | 𒀜  | ID   | 𒀉  | ID   | 𒀉  | UD   | 𒌓  | UD   | 𒌓  | -t |  |
| k- | KA | 𒅗  | GI          | 𒄀   | KI   | 𒆠  | KU | 𒆪  | GU | 𒄖  | AG   | 𒀝  | IG   | 𒅅  | IG   | 𒅅  | UG   | 𒊌  | UG   | 𒊌  | -k |  |
| ḫ- | ḪA | 𒄩  | ḪE₂         | 𒃶   | ḪI   | 𒄭  | ḪU | 𒄷  | ḪU | 𒄷  | AḪ   | 𒄴  | AḪ   | 𒄴  | AḪ   | 𒄴  | AḪ   | 𒄴  | AḪ   | 𒄴  | -ḫ |  |
| l- | LA | 𒆷  | LI          | 𒇷   | LI   | 𒇷  | LU | 𒇻  | LU | 𒇻  | AL   | 𒀠  | EL   | 𒂖  | IL   | 𒅋  | UL   | 𒌌  | UL   | 𒌌  | -l |  |
| m- | MA | 𒈠  | ME          | 𒈨   | MI   | 𒈪  | MU | 𒈬  | MU | 𒈬  | AM   | 𒄠  | IM   | 𒅎  | IM   | 𒅎  | UM   | 𒌝  | UM   | 𒌝  | -m |  |
| n- | NA | 𒈾  | NI          | 𒉌   | NI   | 𒉌  | NU | 𒉡  | NU | 𒉡  | AN   | 𒀭  | EN   | 𒂗  | IN   | 𒅔  | UN   | 𒌦  | UN   | 𒌦  | -n |  |
| r- | RA | 𒊏  | RI          | 𒊑   | RI   | 𒊑  | RU | 𒊒  | RU | 𒊒  | AR   | 𒅈  | IR   | 𒅕  | IR   | 𒅕  | UR   | 𒌨  | UR   | 𒌨  | -r |  |
| s- | SA | 𒊓  | [SI]        | 𒋛   | [SI] | 𒋛  | SU | 𒋢  | SU | 𒋢  | [AZ] | 𒊍  | [IZ] | 𒄑  | [IZ] | 𒄑  | [UZ] | 𒊻  | [UZ] | 𒊻  | -s |  |
| š- | ŠA | 𒊭  | ŠE          | 𒊺   | ŠI   | 𒅆  | ŠU | 𒋗  | ŠU | 𒋗  | AŠ   | 𒀸  | EŠ   | 𒌍  | IŠ   | 𒅖  | UŠ   | 𒍑  | UŠ   | 𒍑  | -š |  |
| z- | ZA | 𒍝  | [ZI] [ZE₂?] | 𒍣 𒍢 | ZI   | 𒍣  | ZU | 𒍪  | ZU | 𒍪  | AZ   | 𒊍  | IZ   | 𒄑  | IZ   | 𒄑  | UZ   | 𒊻  | UZ   | 𒊻  | -z |  |
| w- | PI | 𒉿  | PI          | 𒉿   | PI   | 𒉿  | PI | 𒉿  | PI | 𒉿  | [AB] | 𒀊  | IB   | 𒅁  | IB   | 𒅁  | UB   | 𒌒  | UB   | 𒌒  | -w |  |

## Пример текста
Untomān iyallēnīn tiwēna šūallamān šēniffuš katōšāššena ūriāššena, antillān ēmanāmḫa tānōšau (письмо из Митанни, столбец IV, строки 30-32):
| Слово, разложенное на морфемы | Грамматический анализ                                                                                 |
| ----------------------------- | --- |
| unto=mān                      | теперь = однако                                                                                       |
| iya=llē=nīn                   | относительное местоимение = 3-е лицо, множ. число, абсолютив = воистину                               |
| tiwē-na-Ø                     | вещь — артикль, множ. число — абсолютив                                                               |
| šū-a=lla=mān                  | каждый — локатив = 3-е лицо мн.ч. абсолютив = однако                                                  |
| šēn-iffu-š                    | брат — мой — эргатив, множ. число                                                                     |
| kat-ōš-ā-šše-na-Ø             | говорить — прош.вр., переход. глаг. — 3 л. ед.ч., субъект — номинализатор — артикль мн.ч. — абсолютив |
| ūr-i-ā-šše-na-Ø               | желать — транзитив — 3-е лицо ед.ч. субъект — номинализатор — артикль мн.ч. — абсолютив               |
| anti=lla=an                   | тот = 3-е лицо мн.ч. абсолютив = и                                                                    |
| ēman-āmĥa                     | десять — множительное числительное                                                                    |
| tān-ōš-au                     | делать — претерит транзитив — 1-е лицо ед.ч. субъект                                                  |

Перевод: «Вещи, которые мой брат действительно в целом высказал и пожелал, их я всё-таки сделал десять раз.»